# 池下設計
株式会社池下設計（いけしたせっけい 英: Ikeshita Sekkei Co.,Ltd.）は、日本の建築設計事務所・労働者派遣事業会社。

## 概要
大手ゼネコンを主要顧客とした生産設計（施工図面の製作）を事業の主軸としている。池下潤社長就任後は建築設計（意匠・設備・構造）を強化し、「総合設計の池下」を目指して事業領域を拡張している。DX（デジタルトランスフォーメーション）による社内コミュニケーション活性化や、変化していく環境に合わせた自由な働き方促進等の業務改善を積極的に推進している。

## 沿革
- 1973年 池下建築設計事務所として創業
- 1981年 株式会社エムエージー池下建築設計事務所 法人設立
- 1993年 株式会社池下設計に社名変更
- 2011年 代表取締役に池下潤が就任
- 2019年 株式会社蒼設備設計の株式取得/子会社化
- 2020年 株式会社日本設備企画より建築設備施工図の事業譲渡を受け東京設備支店開設
- 2021年 本社を東京都杉並区より中野区へ移転
- 2022年 株式会社池下BIM設備設立
- 2023年 株式会社創建設計事務所の株式取得/子会社化、プライバシーマーク取得

## 主な生産設計実績
- 東急歌舞伎町タワー
- 日本橋室町三井タワー
- 神戸三宮阪急ビル
- 横浜市開港記念会館
- ジブリパーク大倉庫
- 松本市立博物館
- 石川県立図書館
- 金沢医科大学病院中央棟
- 近畿大学東大阪キャンパス
- NHK新静岡放送会館
- パナソニックスタジアム吹田
- サンガスタジアムby KYOCERA
- ヒルトン広島
- 勝どき ザ・タワー

## 主な意匠設計実績
- 大阪造幣局研究棟
- 洲本アルチザンスクエア
- 東京メトロ東西線浦安駅
- 八王子市立第五中学校
- 稲城市立南山小学校
- 中央環状新宿線大橋換気所